# Николай Тихолов (иконописец)
 Тази статия е за иконописеца.  За живописеца вижте Николай Тихолов.  
Николай Тихолов е български художник, иконописец.

## Биография
Роден е през 1968 година в Кюстендил. През 1987 година завършва Средното художествено училище в София, а след това, през 1991 година завършва Педагогическия колеж по изобразително изкуство в Дупница. От 2003 година Николай Тихолов има майсторско свидетелство по иконопис и керамика от Националната занаятчийска камара. Изписва параклиси и църкви. Представя творбите си на множество общи и авторски изложби. Отличен е с наградата „Сувенир на Варна“ по време на Панаира на занятите през 2001 година.